# Obus explosif à tête d'écrasement
 (avril 2012).
Si vous disposez d'ouvrages ou d'articles de référence ou si vous connaissez des sites web de qualité traitant du thème abordé ici, merci de compléter l'article en donnant les références utiles à sa vérifiabilité et en les liant à la section « Notes et références ».

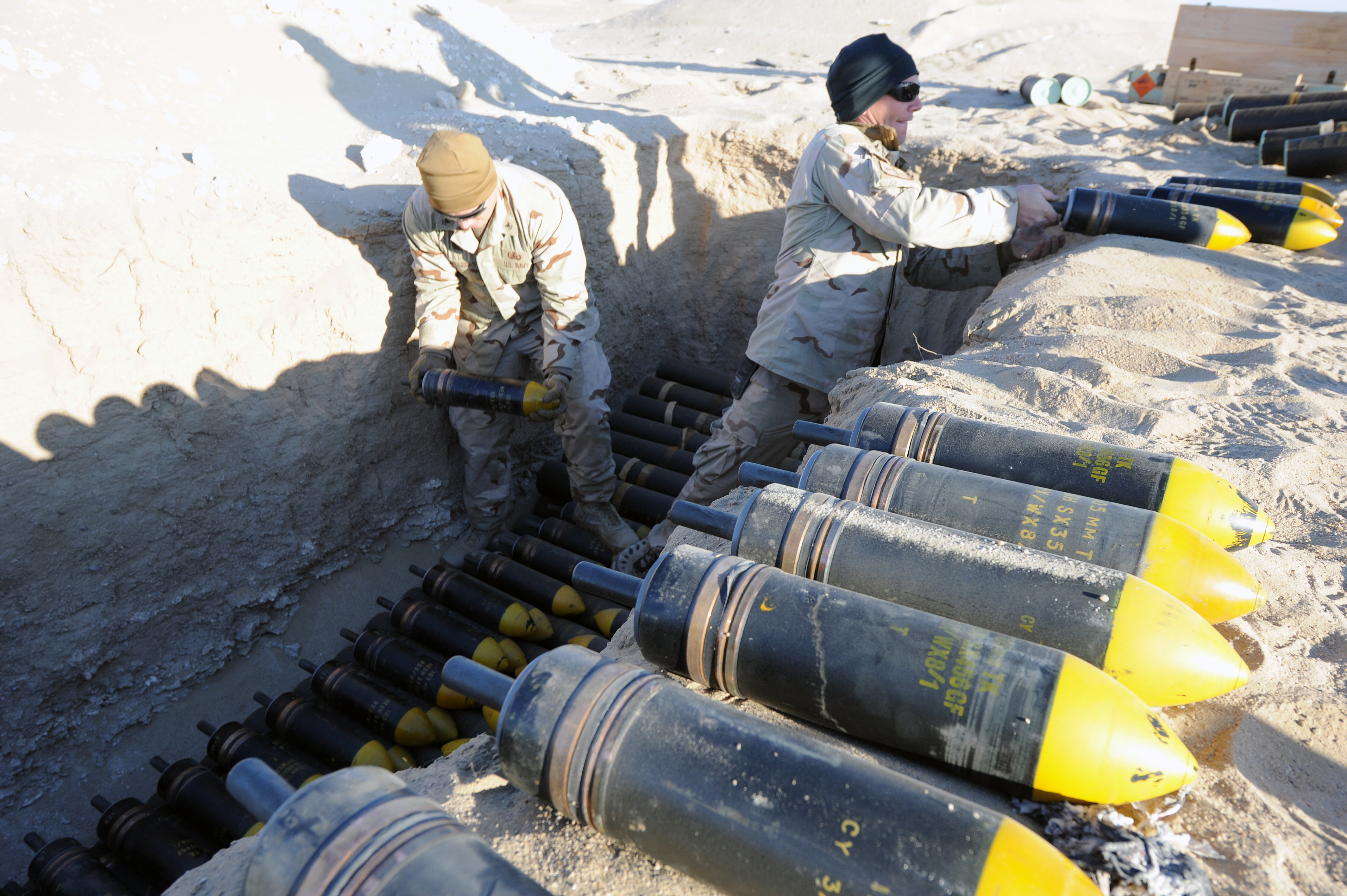
Personnel de l'US Navy rassemblant des obus explosifs à tête d'écrasement de 105 mm avant leur destruction en 2011 au Koweït.

L'obus explosif à tête d'écrasement, désigné en anglais HESH (High Explosive Squash Head) ou HEP (High Explosive Plastic), est un obus anti-blindage et anti-fortifications dont l'ogive à paroi relativement fine contient tout à l'avant une matière inerte et déformable (cire, plastique, etc.), la fusée est placée à l'arrière du projectile.

## Principe de fonctionnement

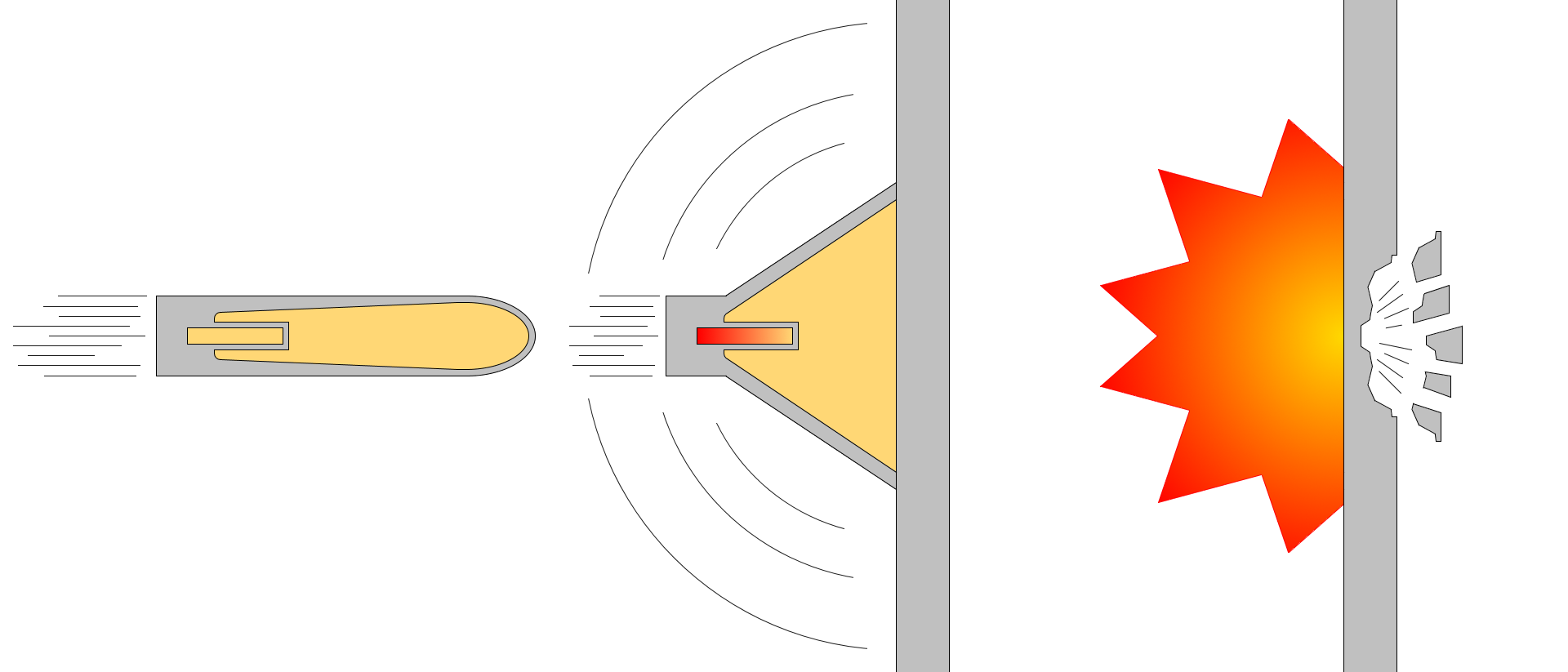
Principe de fonctionnement de l'obus explosif à tête d'écrasement.

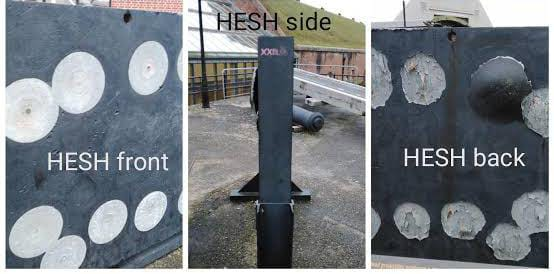
Exemple de dommage causé par un obus HESH (impact extérieur et détachement du blindage sur la paroi intérieure).

À l'impact, la tête de l'obus s'écrase contre l'objectif et permet, après un court retard de la fusée, la détonation de la charge explosive qui crée un train d'ondes de choc très importantes contre le blindage. Ces ondes de choc se répandent dans l'épaisseur du blindage et ricochent contre l'envers de la paroi. Les ondes réfléchies heurtent les ondes principales et la tension extrême crée une fracture à l'intérieur même de l'épaisseur du métal. Une « assiette » du blindage (et des éclats secondaires), dont le métal est rougi à blanc, se détache à l'intérieur de celui-ci et, poussée par la surpression, virevolte et détruit tout sur son passage, faisant exploser les éventuelles munitions stockées.
Il arrive qu'il n'y ait pas de perforation proprement dite du blindage, tout se passant à l'intérieur.

## Historique
Il a été développé durant la Seconde Guerre mondiale par l’ingénieur britannique Dennistoun Burney (en) pour obtenir une munition anti-fortifications.
Compte tenu de l'évolution des blindages modernes, ce type d'obus est obsolète au XXIe siècle, remplacé par les obus explosifs à fusée programmable, mais toujours utilisé par des lance-roquettes antichars tels le MATADOR, des engins du génie et des véhicules blindés légers tels que le Stryker Mobile Gun System.
Un char britannique Challenger 1 a obtenu le 26 février 1991 le record de longueur de tir par un char de combat en opérations en détruisant un T-55 irakien à une distance de 4 700 m avec un obus à tête d'écrasement,,.